# Bogićevići
Bogićevići (cyr. Богићевићи) – wieś w Czarnogórze, w gminie Danilovgrad. W 2011 roku liczyła 69 mieszkańców.